# Містицизм
Містици́зм — це пошук усвідомлення та способів єднання із вищою дійсністю, сакральним, Богом, що ґрунтується на безпосередньому досвіді переживання, інтуїції, інсайті або інстинкті.
Містицизм заснований на плеканні різноманітних, містичних переживань, а отже розробці та вдосконаленні методів, які до цих переживань приводять свідомість людини.
До містичних практик відносять медитативні, контемплятивні методики, а також різні форми молитви. Суттєвою рисою містичного досвіду є його індивідуальний, особистісний характер, на відміну від звичайної релігійної практики, де не обов'язково докладати надмірних зусиль, дотримуватися аскези тощо.
Містицизм не обов'язково властивий винятково традиційним, ортодоксальним релігіям, а присутній у всіх релігіях, наприклад, кабала в юдаїзмі, суфізм в ісламі, рух бхакті в індуїзмі. Містичний досвід часто ґрунтується на аскетизмі і може включати видіння, транси й екстази; багато релігійних традицій описують техніки медитації і споглядання для досягнення містичних видінь. Християнські церкви розходяться в поглядах на містицизм; деякі приймають його, вважаючи, що містицизм є особливою формою пізнання Бога, інші ж відкидають його, як небезпечне відхилення, що межує з єрессю.

## Що таке містицизм ( більше інформації )
Містицизм — це складний і багатогранний процес духовного пошуку, що прагне досягнення єдності з вищою реальністю, сакральним або божественним. Це поняття корениться у філософії, релігії та духовних практиках, які протягом віків розвивалися у різних культурах світу. Практикуючі містики часто занурюються у медитацію, молитву, споглядання або інші форми внутрішньої роботи, які допомагають їм досягнути унікального досвіду або осяяння. Цей шлях може бути індивідуальним, спрямованим на внутрішнє самопізнання, або ж колективним, включаючи обряди чи традиції, властиві певній спільноті. У світовій історії містицизм проявлявся у таких рухах, як суфізм в ісламі, кабала в юдаїзмі або християнський містицизм у середньовічній Європі, що відображає багатство і розмаїття цього феномена.